# Chireta
La chireta (dans les Pyrénées aragonaises) ou la girella (dans les Pyrénées catalanes) est une saucisse typique de la cuisine de montagne de Catalogne et d'Aragon, typique de la culture rurale qui tirait parti de tout. Il se compose de l'intestin nettoyé de l'agneau, découpé, farci de riz assaisonné, des poumons et du cœur de l'agneau, puis cousu et bouilli dans un bouillon. On fabrique également des chiretas de mouton et de chevreau. Les chiretas de mouton nécessitent un temps de cuisson plus long. Comme tout plat, les chiretas présentent des variations dans la préparation et l'élaboration.
La façon traditionnelle de les cuire est dans l'eau ou dans du bouillon, bien qu'une façon plus moderne de les présenter est de les couper en tranches et de les cuire sur le gril ou dans une pâte à frire. 